# Leonor Flores Rabazo
Leonor Flores Rabazo (Villanueva del Fresno, 22 de enero de 1958) es una política española.

## Trayectoria
Diplomada en enfermería por la Universidad de Extremadura, se inició en la actividad política y social a través de organizaciones juveniles, ecologistas y sindicales. Fundadora del Sindicato Unitario de Extremadura y del Sindicato de Enseñanza Media. Fue miembro de la Joven Guardia Roja en 1975 y del Sindicato Unitario y, posteriormente, de Comisiones Obreras. Más tarde se incorporó a Izquierda Unida, donde ha ocupado varios puestos directivos en Extremadura.
En el ámbito institucional ha sido concejal del Ayuntamiento de Cáceres de 1995 a 1999. En este año se presentó como candidata de Izquierda Unida al Parlamento Europeo. En 2003 abandonó Izquierda Unida y se incorporó al Partido Socialista Obrero Español, siendo nombrada Consejera de Bienestar Social en la Junta de Extremadura en el mandato de Juan Carlos Rodríguez Ibarra. En 2007 se mantuvo en el nuevo gobierno de la Junta como Consejera de Cultura y Turismo. Ha sido elegida miembro de la Asamblea de Extremadura en la VI y VII legislatura en la candidatura del PSOE por la provincia de Cáceres. El 27 de mayo de 2010 fue sustituida en el cargo por Manuela Holgado por motivos de salud.

## Puestos Desempeñados
- Concejal en el Ayuntamiento de Cáceres. (1995-1999)
- Diputada por Cáceres en la Asamblea de Extremadura. (2003-2011)
- Consejera de Bienestar Social de la Junta de Extremadura. (2003-2007)
- Consejera de Cultura y Turismo de la Junta de Extremadura. (2007-2010)